# ارس چینی
ارس چینی (نام علمی: Juniperus chinensis) نام یک گونه از سرده ارس است.